# Jan Milíč
Jan Milic z Kroměříže (pronunciación checa: [mɪli ː tʃ]; latín: Ioannes Milicius; alemán: Johann Militsch) (murió 29 de junio 1374), fue el clérigo checo más influyente entre los predicadores y escritores en tierras checas el cual, durante el 14 º siglo, de cierta forma, allanó el camino para la reforma de Jan Hus.

## Vida
No se sabe mucho de los primeros años en la vida de Milic. Nació en Kroměříž, Moravia, la fecha de nacimiento es desconocida. Estaba en las órdenes sagradas en 1350; durante 1358 y 1360 se desempeñó como secretario y  entre 1360 y 1362 como corrector en la Cancillería Imperial de Carlos IV, a quien acompañó en Alemania en varias ocasiones. En octubre 1362 recibió una canonjía en la catedral de Praga, junto con la dignidad del arcediano. En diciembre de 1363 renunció a todos sus cargos para llegar a ser un simple predicador, se dirigió a los estudiosos en Latín, y (algo nunca visto) a los laicos en su idioma nativo Checo, o en alemán, el cual aprendió con este fin.
Sobresalía por su pobreza apostólica y pronto despertó la enemistad de los frailes mendicantes. El éxito de su trabajo se hizo evidente en la forma en que transformó la Benátky ("Venecia") la calle de mala fama ubicada en la antigua Praga en la institución benévola, Nový Jeruzalem ("Nueva Jerusalén"). Como él conocía los males dentro y fuera de la iglesia a la luz de la Escritura, la convicción creció en su mente que la "abominación desoladora" estaba presente en el templo de Dios, y que el anticristo había llegado, y en 1367 se fue a Roma (donde esperaba al Papa Urbano V desde Aviñón) para exponer estos puntos de vista. Jan colocó en la puerta de San Pedro un cartel anunciando su sermón, pero antes de poder entregarlo fue encarcelado por la Inquisición.
Urbano, sin embargo, a su llegada, ordenó su liberación, tras lo cual regresó a Praga, y de 1369 a 1372 predicó diariamente en la Iglesia Týn allí. Ese último año el clero de la arquidiócesis local, se quejó de él en 12 artículos enviados a la corte papal de Aviñón, a donde fue convocado durante la Cuaresma de 1374, y donde murió en el mismo año, poco después de haber sido declarado inocente y fuera autorizado a predicar ante la asamblea de cardenales.

## Obras
Latin
- Libellus de Antichristo ("El (pequeño) libro sobre el Anticristo"), escrito en la cárcel en Roma
- gratiae Dei
- Abortivus
- Lectiones quadragesimales ("La Cuaresma Sermones")

Checo
- Modlitby po Kazani ("Las Oraciones Después Sermones")